# Dave Clark

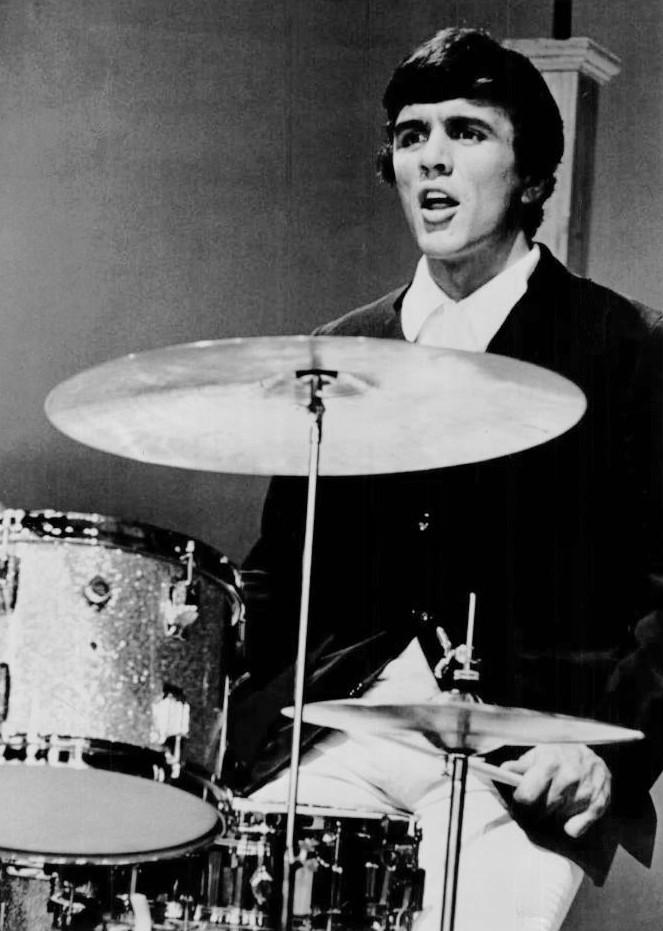
Dave Clark, 1965.

Dave Clark, född 15 december 1939 i Tottenham, Middlesex, England, är en engelsk trumslagare, låtskrivare, musikproducent och senare entreprenör. Han var ledare för musikgruppen The Dave Clark Five som var en av brittiska vågens populäraste grupper. Tillsammans med gruppens sångare Mike Smith skrev han flera av deras hitlåtar som "Glad All Over" och "Bits and Pieces". Gruppen var aktiv fram till 1970 då Clark tillsammans med Mike Smith fortsatte under namnet Dave Clark & Friends fram till 1972. Han slutade spela trummor samma år efter en olyckshändelse.
Dave Clark äger rätten till gruppens musik, och har varit ganska sparsam med att ge ut nyutgåvor av den. Clark är också ägare till rättigheterna av det brittiska TV-popprogrammet Ready Steady Go!
2008 valdes han in i Rock and Roll Hall of Fame som medlem i Dave Clark Five. Han medverkade på ceremonin tillsammans med de då två andra överlevande medlemmarna i gruppen, Lenny Davidson och Rick Huxley. Han har producerat dokumentärfilmen The Dave Clark Five and Beyond som visades i BBC 2016.